# 南溪乡 (郴州市)
南溪乡，是中华人民共和国湖南省郴州市北湖区下辖的一个乡镇级行政单位。

## 行政区划
南溪乡下辖以下地区：
南溪社区、蒋家洞村、长塘村、自愿村、红星村、粗石园村、南溪村、前途村和东溪村。